# Sizawet
Sizawet – wieś w Armenii, w prowincji Szirak. W 2011 roku liczyła 334 mieszkańców.